# Chirocephalus tauricus
Chirocephalus tauricus är en kräftdjursart som beskrevs av Otto Pesta 1921. Chirocephalus tauricus ingår i släktet Chirocephalus och familjen Chirocephalidae. Inga underarter finns listade i Catalogue of Life.